# 廣雅
《廣雅》是由三國曹魏人張揖在227年前后編寫的古代百科詞典，共分19類，是仿照《爾雅》體裁的訓詁彙編，形同《爾雅》的續篇，而取材範圍比《爾雅》更廣泛。
李约瑟发现《广雅》生物学相关的内容大多都是新加的，与《尔雅》有少部分重叠，这样張揖几乎是将原本词典中介绍的334种植物与树木翻了一倍。
清代语言学家王念孙花了约十年研究《广雅》，他的《廣雅疏證》一直是权威版本，其中运用了文献学的重要原则：“就古音以求古義......不限形體”。序中注称《广雅》共有2343条目，含校订与修正的版本共有18150字（现存版本原文共计17326字），比传世《尔雅》多近5000字。语言学家周法高编辑了《广雅》的索引。

## 書名
《廣雅》的意思就是增廣《爾雅》。此書曾於隋煬帝（杨廣）年間為避其諱而被改稱為《博雅》，意義與原名同。

## 外部連結
- 中國哲學書電子化計劃 《廣雅》《摛藻堂四庫全書薈要》本影印古籍 （页面存档备份，存于）